# Proadinoteri
Els proadinoteris (Proadinotherium) són un gènere extint de mamífers notoungulats de la família dels toxodòntids que visqueren a Sud-amèrica durant el Miocè, fa entre 17,5 i 23 milions d'anys. Se n'han trobat fòssils a l'Argentina, Bolívia i Colòmbia. Se suposa que eren animals herbívors més o menys igual de grossos que les ovelles. Tenien el cos llarg i les potes relativament curtes. Les dents tenien la corona més baixa que en l'adinoteri. El nom genèric Proadinotherium significa ‘abans d'Adinotherium’.